# Ramalina aspera
Ramalina aspera är en lavart som beskrevs av Räsänen. Ramalina aspera ingår i släktet Ramalina och familjen Ramalinaceae.   Inga underarter finns listade i Catalogue of Life.